# Peder Jakobsen Flemløse
Pour les articles homonymes, voir Jakobsen.
Peder Jakobsen Flemløse (1554-1598) est un astronome danois. Au début de 1578 Femløse arrive à Hven, pour assister Tycho Brahe jusqu'en 1590.